# هارون كرو
هارون كرو (بالإنجليزية: Aaron Crow)‏ هو لاعب كرة قاعدة أمريكي، ولد في 10 نوفمبر 1986 في توبيكا في الولايات المتحدة.

## وصلات خارجية
- هارون كرو على موقع دوري كرة القاعدة الرئيسي (الإنجليزية)
- هارون كرو على موقعبيزبول رفرنس.كوم (الدوري الرئيسي) (الإنجليزية)
- هارون كرو على موقعبيزبول رفرنس.كوم (الدوري الثانوي) (الإنجليزية)
- هارون كرو على موقع إي إس بي إن.كوم (أم.أل.بي) (الإنجليزية)
- هارون كرو على موقع مشجعي الرسوم البيانية (الإنجليزية)